# Rechazo del Paraguay a la Junta de Buenos Aires

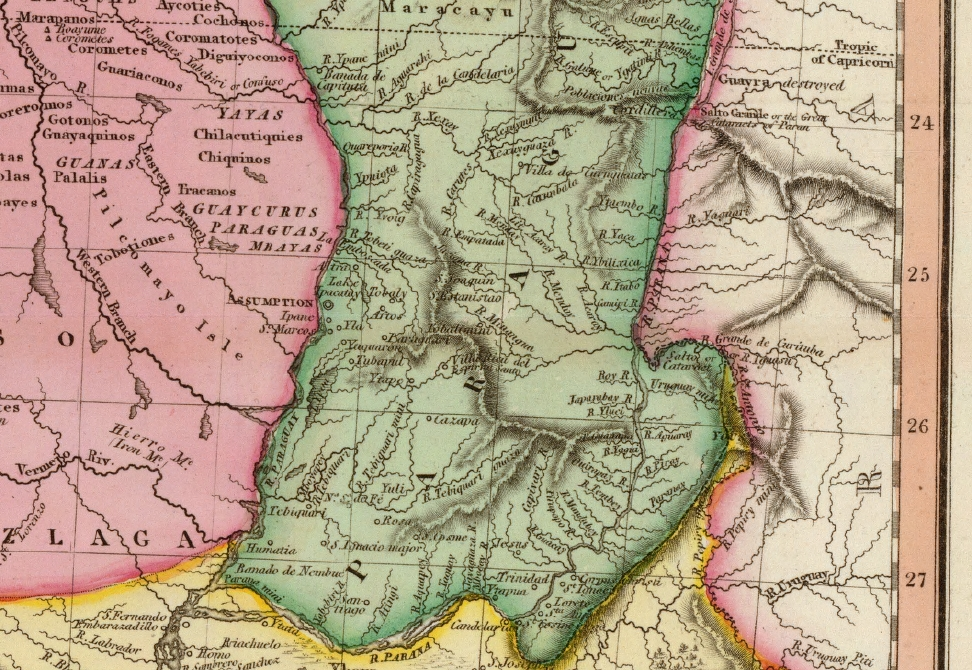
Mapa del Paraguay (1812).

A raíz de la delicada situación en España, que luchaba contra las tropas de Napoleón Bonaparte, tras ser depuesto el virrey Baltasar Hidalgo de Cisneros días antes, se nombró el 25 de mayo de 1810 una Junta Provisional Gubernativa de las Provincias del Río de la Plata a nombre del señor Don Fernando VII. Este nuevo gobierno provisional aspiró a mantener la jurisdicción del Virreinato del Río de la Plata en nombre del rey Fernando VII hasta que se aclarase la situación en la península ibérica. Con ese motivo la Junta Provisoria y el Cabildo de Buenos Aires enviaron oficios a las demás ciudades y villas del virreinato expresando los motivos para asumir el gobierno en lugar del virrey. Además de solicitar el reconocimiento y acatamiento pidieron el envío de diputados para la formación de un gobierno representativo. La Provincia del Paraguay por medio de un Congreso celebrado ad-hoc, se negó a subordinarse a la Junta de Buenos Aires desembocando los acontecimientos en la autonomía de hecho de la provincia a partir de 1810.

## Antecedentes
Durante y después de las invasiones inglesas los comerciantes de Buenos Aires quedaron, por primera vez, en un libre comercio internacional de facto.

Pero este desarrollo mercantil porteño tuvo un precio para la región altoplatense: ésta salió de su tradicional aislamiento pero ingresó a una relación esencialmente desfavorable con Buenos Aires. La dificultad estribaba en que el Alto Plata ejercería una influencia sólo mínima sobre los términos de intercambio fluvial. Como un primer ejemplo de estos obstáculos, cabe aclarar que en los últimos años del periodo tardo colonial los comerciantes de Asunción intentaron elevar el precio de sus exportaciones y crear un monopolio sobre la yerba similar al estanco del tabaco.
 Cisneros y Escudé (1998, p. 118 volumen 2, Cap. 6)

Con estas  dos acciones los asuncenos pretendieron obtener mayores ganancias a expensas de los consumidores de Buenos Aires y, por otro lado, reducir la competencia de la Villa Real de la Concepción. La reacción porteña a esos esfuerzos asuncenos fue la de presionar al virrey a través del Real Consulado de Buenos Aires.

La mayor influencia de los comerciantes porteños sobre las autoridades coloniales en comparación con sus colegas del Alto Plata generó en las distintas áreas que componían dicha región (Paraguay, las provincias del Litoral, sur del Brasil) un profundo sentimiento de suspicacia y recelo hacia la poderosa ciudad-puerto.
 Cisneros y Escudé (1998, p. 118 volumen 2, Cap. 6)

## Misión de Espínola y Peña
Las comunicaciones de la Junta del 27 de mayo y del cabildo del 29 de mayo de 1810, fueron llevadas a Asunción por el excoronel de milicias del Regimiento N.° 2 de Voluntarios de Caballería de Costa Abajo (al sur de Asunción), José de Espínola y Peña.
Velasco hacia destituido a Espinola y Peña en 1806 y 1810 como subdelegado y comandante de armas de Concepción por su «despotismo». Al enterarse de que estaba gestionando nuevamente su reposición envió una nota al Virrey, conjuntamente con una "representación" del Cabildo, advirtiéndole que «ocasionaría un disgusto general en la Provincia si accediera a ella». Según Mariano Antonio Molas, era un «hombre ordinario, violento, arrogante, ambicioso e ignorante». Somellera afirmó que «no había un viviente más odiado por los paraguayos».
Después de comparar las fuerzas en pugna, Espínola acató a la Junta de Buenos Aires y esta, en razón de su jerarquía militar y contactos, lo comisionó para obtener la adhesión de la provincia del Paraguay. Teniendo en cuenta los antecedentes y la importancia de la misión encomendada, la elección del hombre no pudo ser peor. Espínola llevaba además su nombramiento secreto como comandante general del Paraguay.
En su viaje a Asunción Espínola aprovechó para llevar las comunicaciones oficiales que anunciaban la instalación de la junta a las ciudades y villas que se hallaban en el camino de postas o Carrera de Asunción.

V.S. conoce muy bien los males que son consiguientes a una desunión, que abriendo la puerta, a consideraciones dirigidas por el interés momentáneo de cada pueblo, produzca al fin, una recíproca debilidad que haga inevitable la ruina de todos, y ésta debería esperarse más de cerca, si la potencia vecina que acecha, pudiese calcular sobre la disolución de la unidad de estas provincias.
Circular de la Junta Provisional Gubernativa

Al llegar a la Villa del Pilar convocó al cabildo, presionándolo a reconocer y jurar a la Junta de Buenos Aires, y expidió cédulas de reclutamiento de tropas para enviarlas a Buenos Aires y/o tener un elemento de apoyo militar en el Paraguay. El 21 de junio llegó a Asunción, poniendo en manos del gobernador Velasco los pliegos que llevaba, excepto el de su nombramiento secreto, que ocultó. El gobernador se enteró confidencialmente que Espínola tenía instrucciones secretas de deponerlo y suplantarlo, a raíz de que este las había mostrado a un confidente, por lo que le ordenó que abandonara la ciudad y se retirara río arriba hacia Concepción, en donde pensaba retenerlo hasta que se resolviera el acatamiento que exigía la Junta de Buenos Aires. El intento de Espínola de reclutar tropas en Pilar causó alarma en la población rural, por lo que Velasco emitió un bando el 2 de julio para desmentir ese rumor.
Espínola no acató la orden de dirigirse a Concepción quizás por temor a los pobladores de esa villa y aparentando cumplirla se dirigió río abajo hasta hallar su barco frente a Villa Franca y se embarcó con sus dos hijos, el comandante de Villa Franca, un cañón y las armas que había en esa villa. Velasco despachó el 10 de julio en su persecución 12 hombres al mando del teniente Rafael Zavala Rodríguez Peña, que no pudieron capturarlo, logrando Espínola regresar a Buenos Aires.
El 18 de agosto Velasco emitió una circular a los comandantes y comisionados de los pueblos de Costa Abajo declarando a Espínola «mal patriota, suspenso del mando que a su graduación corresponde», y advirtiendo que «se tendrá por sospechoso de complicidad al que le obedezca, auxilie, o de cualquier modo perturbe la pública tranquilidad con las especies, que divulgó dirigidas a desunir los ánimos, y a formar partidos perniciosos». De esta manera Velasco estableció claramente que su autoridad era equivalente al de la Junta de Buenos Aires y cerró la posibilidad de que otros emisarios pudieran confundir a los funcionarios de su jurisdicción como lo había hecho Espínola.

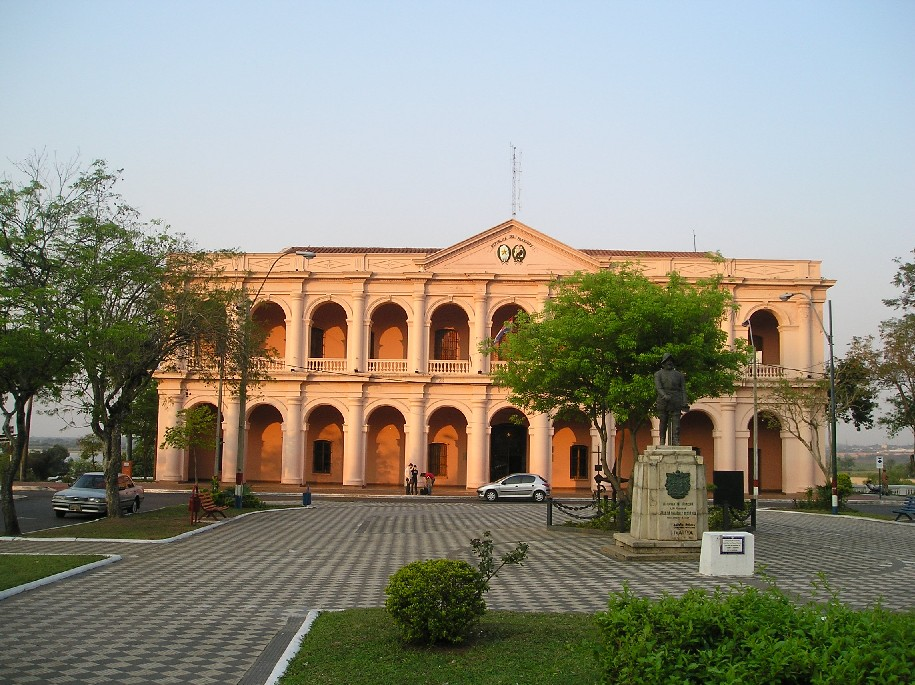
Cabildo de Asunción (1537-1811).

## Congreso del 24 de julio de 1810
El 26 de junio de 1810, en Asunción, el gobernador convocó al Cabildo y le pidió su parecer en una reunión que él mismo presidió:

[...] que tratándose de un asunto extraordinario de la mayor gravedad, y en cuya resolución se interesaba toda la provincia, convenía proceder con toda madurez y circunspección, conociendo fielmente su voluntad, y que para ello se convocase una asamblea general del clero, oficiales militares, magistrados, corporaciones, hombres literatos y vecinos propietarios de toda la jurisdicción, para que decidiesen lo que fuese justo y conveniente.
Acta del Cabildo de Asunción en El Paraguayo Independiente (1859, p. 4)

Acatando el dictamen del Cabildo, el 28 de junio el gobernador Velasco, en su calidad de "Gobernador Militar y Político e Intendente de la Provincia del Paraguay y treinta Pueblos de Misiones de Indios Guaraníes, y Tapes del Uruguay, Paraná, Campañas Adyacentes" emitió un manifiesto convocando a una asamblea para el día 4 de julio, pero el día 2 de ese mes la aplazó hasta el 24 de julio para que pudieran asistir representantes de toda la provincia:

[...] por cuanto para proceder con la madurez y circunspección debida al reconocimiento de la Junta Provisional Gubernativa instalada en Buenos Aires a consecuencia de la abdicación del mando hecha por el excelentísimo señor don Baltasar Hidalgo de Cisneros y elección de diputado que debe pasar a aquella capital como representante de esta Provincia para tratar del gobierno que en nombre del señor don Fernando Séptimo deba establecerse mientras duren las actuales circunstancias; se ha acordado en cabildo celebrado con mi asistencia el veinte y seis del corriente la convocación de una junta general que se congregará el día cuatro de julio próximo a las ocho de la mañana en las casas reales de gobierno, y se compondrá del reverendo obispo, clero, corporaciones, jefes, magistrados, y de los principales vecinos de esta provincia [...] y ninguno de los citados pueda excusarse de asistir a la mencionada junta sin incurrir en la negra nota de indiferente por el servicio del Rey nuestro señor don Fernando Séptimo y felicidad de la patria.
Gobernador Velasco. Convocatoria Junta general en Ashwell (1999, p. 203/4)

El 17 de julio el gobernador y el Cabildo informaron a la Junta de Buenos Aires que habían decidido realizar una asamblea de toda la provincia el 24 de julio de 1810 para resolver sobre la cuestión.

[...] considerando la gravedad del asunto, y que su decisión no debe ser obra de su particular discernimiento sino del voto meditado de toda la Provincia representada en los diputados de sus villas, poblaciones y principales vecinos, ha acordado celebrar un Congreso general el 24 del corriente para resolver tan importante y delicada materia, de cuyo resultado daremos a vuestra excelencia oportuno aviso.
Registro Oficial de la República Argentina (1879, p. 56)

Una respuesta similar fue cursada el mismo día a la Real Audiencia de Buenos Aires. 
El 24 de julio se reunió en el Real Colegio de San Carlos (seminario), bajo la presidencia de Velasco, un congreso al que asistieron entre 200 o más de 332 personas, entre funcionarios y vecinos influyentes de toda la provincia. Comenzó con la lectura de una proclama por miembros del Cabildo de Asunción, explicando las razones de la convocatoria, dando a conocer las últimas noticias que se tenían de España y aconsejando las medidas que se deberían tomar. El congreso resolvió por aclamación (sin votación alguna) aceptar las medidas aconsejadas por el cabildo de no adherir a la Junta de Buenos Aires, aunque sí mantener relaciones fraternales con ella, y jurar obediencia al Consejo de Regencia de España e Indias, desechando el parecer del doctor José Gaspar Rodríguez de Francia, quien opinaba que el gobierno español había caducado en el Paraguay.

Artículo 1º – Que inmediatamente y sin disolverse esta Junta, se proceda al reconocimiento y solemne jura del Supremo Consejo de Regencia, legítimamente representante de nuestro Soberano, el señor Fernando 7º; respecto a que según los incontestables documentos que se han leído y tenido presente, no puede dudarse de su legítima instalación y reconocimiento por las Provincias de España, Naciones Aliadas, y hasta en este mismo continente.

Art. 2º – Que se guarde armonía correspondiente y fraternal amistad con la Junta Provisional de Buenos Aires, suspendiendo todo reconocimiento de superioridad en ella, hasta tanto que [el Rey] resuelva lo que sea de su soberano agrado en vista de los pliegos que la expresada Junta Provisional dice haber enviado con un oficial al Gobierno Soberano legítimamente establecido en España, y del parte que se dará por esta Provincia.

Teniendo en cuenta la advertencia de la Junta de Buenos Aires sobre una posible invasión portuguesa al Paraguay, la asamblea decidió:

Art. 3º – Que en atención a estarnos asechando la Potencia vecina, según manifiesta la misma Junta, disponga nuestro Gobernador Comandante General, se forme a la mayor brevedad una Junta de Guerra para tratar y poner inmediatamente en ejecución los medios que se adopten para la defensa de esta Provincia, que en prueba de su fidelidad al Rey, está pronta a sacrificar las vidas y haciendas de sus habitantes por la conservación de los dominios de S. M.

Art. 4º – Que se de cuenta al Supremo Consejo de Regencia, y se conteste a la Junta de Buenos Aires, con arreglo a lo resuelto y acordado en esta acta, que se archivará para perpetua memoria; y la firmaron los señores arriba expresados y demás que forman este respetable Congreso de que da fe – Jacinto Ruíz – Escribano público de Gobierno.

Luego de jurar fidelidad a Fernando VII y al Consejo de Regencia con sede en Cádiz, la asamblea se disolvió. Velasco y el cabildo comunicaron el 27 de julio a Buenos Aires las decisiones tomadas, publicándose también ese día una proclama dando a conocer al pueblo lo decidido y aconsejando «que se evite toda discusión y controversia sobre los puntos ya decididos por el juicio general de la Provincia», amenazando con poner en prisión a quienes perturben la tranquilidad pública. El 30 de julio, Velasco publicó otro bando llamando a los paraguayos a alistarse «para cuando la Patria los necesite», creando un cuerpo militar del cual él se puso al frente, secundado por un encargado de la economía y con una fuerza efectiva de «todos los ciudadanos y habitantes sin distinción de patricios ni forasteros». Al capitán Carlos Genovés, nombrado por Velasco, y al regidor José García del Barrio, nombrado por el cabildo, se les encomendó la tarea de hacer una lista de individuos alistables de Asunción y de las armas que hubiera en manos de particulares. El 8 de agosto Velasco prohibió que se gastase o vendiese pólvora y estableció un toque de queda en la ciudad.

## Bloqueo y ultimátum de la junta de Buenos Aires
A principios de agosto llegaron tardíamente a Asunción dos circulares de Buenos Aires, fechadas el 18 de julio, comunicando que los diputados a elegirse debían serlo en los términos de la Real Orden del 6 de octubre de 1809. El Cabildo, cuyo alcalde de primer voto era Bernardo de Haedo, respondió esas notas el 18 de agosto sobre la base de lo dispuesto por el congreso del 24 de julio: «este Cabildo les dará el debido cumplimiento luego que Su Majestad lo ordene», comunicándole además que se había recibido la Real Cédula de erección del Consejo de Regencia, «a cuyas órdenes se halla sumisa y sujeta toda esta Provincia».
Antes de recibir la comunicación de lo resuelto en Asunción el 24 de julio, la junta de Buenos Aires bloqueó las comunicaciones con el Paraguay e incentivó contra el gobernador Velasco a grupos paraguayos favorables a Buenos Aires. Además, en respuesta a la nota del 27 de julio, la junta de Buenos Aires envió un ultimátum el 18 de agosto al gobernador, al Cabildo y al obispo del Paraguay. Asumía que la negativa de la provincia del Paraguay a depender legalmente de ella se originaba exclusivamente en el gobernador Velasco:

(...) Prescinda Vuestra Señoría de su interés personal, cierre los ojos a todo temor de que peligre su empleo o padezca su individuo; y entonces quizás no se presentará el nuevo sistema tan terrible, como ahora pretende pintarlo (...) requiere a Vuestra Señoría por última vez que se una a la Capital, que deje obrar al Pueblo libremente, que reconozca la dependencia establecida por las Leyes, y que promueva la remisión del Diputado, para la celebración del Congreso, que debe tranquilizar a estas Provincias. Si Vuestra Señoría persiste en su pertinacia, será responsable ante Dios y el Rey de los males, que se preparan.
Junta de Bs.As. a Velasco Garay (1897, p. 34-35)

Espínola murió en Buenos Aires el 8 de septiembre de 1810, no sin antes convencer a la Junta de que la expedición armada al Paraguay, decisión tomada en agosto de 1810, contaría con el apoyo de asuncenos que en mayoría anhelaban adherir a la junta de Buenos Aires.
A pesar de que la asamblea del 24 de julio había dispuesto prepararse para una posible invasión portuguesa, a partir de las medidas tomadas por la Junta de Buenos Aires en agosto las mismas se dirigieron a una posible invasión desde el sur. En septiembre de 1810, Velasco delegó el mando en el Cabildo, instaló el cuartel general en el colegio San Carlos, cerró el puerto, paralizó el comercio y pertrechó algunos barcos mercantes con destino a Ñeembucú, al sur. Algunas partidarios de Buenos Aires fueron confinados al Fuerte Borbón. Todo tránsito hacia y desde la provincia quedó cortado. Se ordenó a Pedro Gracia, coronel de milicias del Regimiento N.° 2 de Voluntarios de Caballería de Costa Arriba (o zona al norte de Asunción) y comandante político y militar de la Villa de San Pedro de Ycuamandyyú, que realizara el alistamiento y acuartelamiento de tropas, pudiendo nombrar oficiales hasta el grado de capitán.
Mientras Velasco se dirigía hacia las Misiones, el 8 de septiembre, llegó a Asunción una nota de Vicente Nieto, presidente de la Real Audiencia de Charcas, comunicando la negativa de las intendencias del Alto Perú a reconocer a la junta de Buenos Aires, que Gracia publicó por bando al día siguiente.

## Requisa de armas en Misiones
El 2 de mayo de 1808, el virrey Liniers nombró a Agustín de la Rosa como comandante general de Armas en los pueblos de las Misiones. Ante la protesta de Velasco por lo irregular de la medida de la Rosa renunció. Más tarde Cisneros sugirió a Velasco la necesidad de crear una jefatura en Misiones dada la dimensión y distancia de esos territorios. La designación recayó en el sargento mayor graduado coronel Tomás de Rocamora quien, en su calidad de teniente gobernador, se hizo cargo de los asuntos políticos y militares en cuatro departamentos de Misiones  como segundo de Velasco por providencia del 19 de diciembre de 1809.
Al crearse en Buenos Aires la Junta Provisional Gubernativa, Rocamora se adhirió a ella. El 23 de julio «hizo saber a la Junta que el gobernador del Paraguay, del cual dependía, pretendía sustraerlo de la subordinación a Buenos Aires, puesto que aquél no acataba a la autoridad del Plata».
A comienzos de agosto, Velasco le pidió a Rocamora el envío de media docena de piezas de artillería. A tal fin encargó esa misión a Fulgencio Yegros, quien no pudo realizarla porque Rocamora manifestó que las que tenía estaban en su mayoría inutilizadas. Sabiendo que Velasco se movía hacia el sur, y no teniendo órdenes de la Junta, Rocamora se instaló y concentró algunas fuerzas en Yapeyú, punto intermedio para recibir apoyo desde Buenos Aires o poder retirarse. Pablo Thompson, subdelegado de Concepción, se plegó a Velasco y comenzó a reunir caballos, reses, hombres y armas con el objeto de marchar hacia Candelaria y unirse al gobernador del Paraguay. El 30 de agosto Velasco llegó a Candelaria, hizo jurar fidelidad al Consejo de Regencia de Cádiz y ordenó a los departamentos la captura de Rocamora «para imponerle el ejemplar castigo que merecía por haberse introducido en el territorio de mi mando, sin mando, sin autoridad ni jurisdicción, y ser sedicioso perturbador público y traidor a la Patria y al Rey». Pocos días después, el teniente Pareti, subdelegado interino de Concepción e informante de Rocamora, entregó «pertrechos y efectos del Rey» a las fuerzas de Manuel Cabañas. El 15 de septiembre Rocamora informó a Buenos Aires de esta operación de Velasco. Ya el 10 de agosto, Rocamora había solicitado su separación de la provincia del Paraguay pero recién el 16 de septiembre, la Junta, que no había atendido los pedidos de auxilio y protección, decidió liberar a Rocamora de esa dependencia designándolo gobernador interino.

## Expedición naval a Corrientes y ocupación de la zona en litigio
El 15 de septiembre de 1810, Velasco ordenó a Gracia que enviara una fuerza naval a liberar los buques retenidos en Corrientes y destinados al Paraguay. La flotilla al mando del comandante José Antonio Zavala, estaba formada por una cañonera y por 3 barcos armados, que eran parte de un grupo de barcos mercantiles que Velasco había hecho alistar. Iban en ella 38 artilleros de la Compañía de Milicias de Artillería del Paraguay, 40 milicianos de San Isidro del Curuguaty, 10 fusileros de la Compañía de Milicias de Artillería de Pardos Libres del Paraguay, 49 miñones y 69 milicianos del cuartel general. Al momento de partir la flotilla, el comandante de Ñeembucú, Jaime Ferrer, avisó que había sido interceptada una comunicación comprometedora del alcalde de 1.er voto del Cabildo de Corrientes, doctor Cariaga, dirigida al gobernador Velasco. Gracia ordenó que se procurara liberar a Cariaga y a otras 3 personas. La flotilla partió el 21 de septiembre de 1810 y regresó el 10 de octubre con 8 barcos que halló fondeados a una legua al sur de Corrientes.
También se debía ocupar la región comprendida entre los ríos Paraguay al sur de la Villa del Pilar, Paraná y los esteros que formaban el límite occidental de las Misiones, por entonces en litigio entre la provincia del Paraguay y la Tenencia de Gobierno de Corrientes. En 1779, el virrey había dividido provisoriamente el área en dos mitades. Ese año, en la parte norte, el gobernador intendente del Paraguay Pedro Melo de Portugal fundó la Villa de Ñeembucú luego Villa del Pilar. La sección sur estaba habitada por hacendados de Corrientes, ciudad que tenía un comandante militar en el paso de Itatí y Lomas de Pedro González, y que ocupaba además Paso del Rey, otros pasos del río Paraná y la Guardia de Curupayty.
Gracia dio directivas para que los correntinos que tuvieran propiedades en la zona, y no juraran obediencia a Asunción, fueran expulsados sin usar ninguna consideración con ellos. Ordenó al teniente Fulgencio Yegros que ocupara la Guardia de Curupayty y los pasos del río Paraná, desalojando de allí a los correntinos. El 28 de septiembre Ferrer comunicó que Fulgencio Yegros había capturado al comandante Píris  en el Paso de Itatí y que el alcalde de 1.er voto del Cabildo de Asunción reforzaría a Yegros con 40 hombres que se hallaban en Curupayty para ocupar los dos pasos restantes.
El 10 de octubre Velasco dio a conocer un oficio del gobernador de Montevideo, Gaspar de Vigodet, donde el exvirrey Cisneros manifestaba que las firmas en las circulares que aconsejaban reconocer a la Junta le habían sido arrancadas a la fuerza. Este hecho reforzó la posición que había adoptado la provincia del Paraguay. El 13 de noviembre Vigodet lanzó una proclama a los paraguayos, alentándolos en su resistencia a la Junta.

## Expedición militar a la provincia del Paraguay

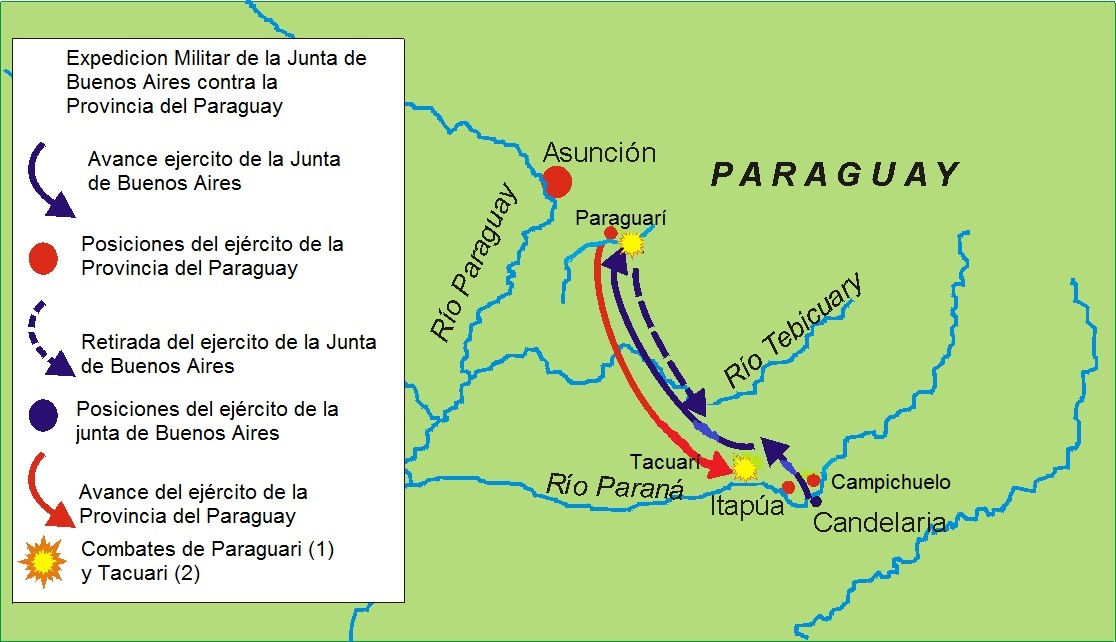
Operaciones militares en territorio paraguayo y misionero (diciembre de 1810-marzo de 1811.

La Junta de Buenos Aires tenía a su disposición un detallado informe que había enviado Velasco a Cisneros el 16 de marzo de 1810 sobre las armas, municiones y hombres que tenía la provincia del Paraguay. Espínola informó que bastaría una pequeña fuerza para remover al gobierno de Asunción y que existía un numeroso «partido» a favor de la unión con Buenos Aires. La Junta formó un ejército y designó al vocal Manuel Belgrano para comandarlo. El 4 de septiembre de 1810 el brigadier Belgrano fue nombrado comandante en jefe de las fuerzas destinadas a operar en la Banda Oriental, pero el 22 de septiembre (otras fuentes dicen el 24) fue extendida su autoridad a las jurisdicciones de Santa Fe, Entre Ríos, Corrientes, Misiones y Paraguay. Finalmente recibió la orden de comenzar sus operaciones sobre esta última provincia.

No debe empezar a obrar contra las dependencias de Montevideo mientras toda la provincia del Paraguay no se halle completamente reducida; ni fiarse su conformidad a otros medios que [...] a la fuerza que esta a las órdenes de V.E. Así quiere la Junta que V.E. convierta toda su atención en la provincia del Paraguay.Chaves (1959, p. 66)

Para convencer a los paraguayos sobre la justicia de la causa de Buenos Aires y los peligros de enfrentarla, el 27 de septiembre la Junta decidió enviar un comisionado al Paraguay, el asunceno Juan Francisco Agüero, residente en Buenos Aires. Previamente había enviado al capitán Juan Francisco Arias en una misión similar.
El 23 de septiembre se reunió en el campamento de San Nicolás de los Arroyos una fuerza de 200 veteranos en 3 compañías de infantería de la guarnición de Buenos Aires. Otra fuerza de 430 hombres se sumó a esta, de los cuales 60 eran veteranos del Regimiento de Caballería de la Patria creado días antes (ex Blandengues de la Frontera de Buenos Aires) y el resto milicianos de los partidos de la zona. Más tropas fueron incorporadas en Santa Fe, Entre Ríos, Corrientes y Misiones.La Junta, al estimar que la campaña del Paraguay sería más seria de lo calculado, envió el 16 de octubre un refuerzo de 200 hombres del Regimiento de Patricios (regimientos N.º 1 y 2) al mando del capitán Gregorio Perdriel.
Al cruzar el río Paraná por Candelaria el 19 de diciembre de 1810, Belgrano se percató rápidamente del vacío y hostilidad del pueblo paraguayo y de que su misión no iba ser de «auxiliador» sino de «conquistador». En las instrucciones dadas a Belgrano se indicaba claramente:

interpelará a nombre del Rey, al Gobernador, al Cabildo y al Obispo, si se aviniesen [...] les ofrecerá toda garantía a nombre de la Junta, a condición de que se presenten a esta Capital; sacará del Paraguay a los vecinos sospechosos, y si hubiera resistencia de armas, morirán el obispo, el gobernador y su sobrino con los principales causantes de la resistencia
 Instrucciones Junta de Buenos Aires a Belgrano en Ashwell (1999, p. 167)

En tal sentido Belgrano solicitó prudentemente el envío de mayores refuerzos. En sus comunicaciones confidenciales con la Junta de Buenos Aires expresó que a los paraguayos, ahora en calidad de enemigos, sólo se los «pueden convencer a fuerza de balas».
Estas fuerzas fueron derrotadas en las batallas de Paraguarí y Tacuarí por las milicias de la provincia del Paraguay en la que revistaban Manuel Cabañas y Fulgencio Yegros. Estas batallas, y la retirada del gobernador Velasco en la primera de ellas, en la que casi cae prisionero, se considera como el comienzo de una toma de conciencia de las propias fuerzas por parte de los comandantes paraguayos. En el contacto con Belgrano, tanto Cabañas como Yegros, en su calidad de grandes terratenientes productores de yerba y tabaco, sabían quien era el derrotado militar porteño. Lo habían tenido de enemigo como representante de los comerciantes monopolistas que integraban el Consulado de Buenos Aires. Belgrano también los conocía. Pertenecían a la misma clase de los comerciantes porteños a la que estaba subordinado y que debió asesorar por muchos años en su calidad de «letrado colonial». De los paraguayos dirá que tenían:

un desmedido interés, solo comparable con su ignorancia.
Belgrano a Saavedra, Santa Rosa, 31/1/1811 en Garay (1897, p. 99)

Tras su capitulación militar, Belgrano efectuó una serie de proposiciones a Cabañas insistiendo nuevamente en que el objetivo último de la invasión al Paraguay no consistía en conquistarla «sino facilitarle medios para sus adelantamientos, felicidad y comunicaciones con la capital». Indudablemente existía otro Belgrano, el que representaba los intereses económicos y políticos de la Junta de Buenos Aires y que surge de su correspondencia confidencial. Escribe Belgrano: «[...] es en todo punto necesario “conquistar a los salvajes paraguayos...”, a “esa canalla” a quien debe impedirse que tenga que comer para someterla más fácilmente». En sus comunicaciones con la Junta de Buenos Aires del 16 de diciembre, 24 de enero, 31 de enero y 14 de marzo de 1811,  expuso claramente el objetivo buscado: la expresión «conquista del Paraguay» se repitió varias veces. Cabañas contestó a Belgrano que su autoridad era «limitada» y no podía resolver «ninguna» de esas proposiciones. Belgrano esperó entonces la llegada de Velasco. Los esperanzadores informes que dirigió a la Junta sobre estos intercambios epistolares motivó que esta contestara el 25 de marzo de 1811 diciendo que estaba satisfecha por «la buena disposición de los oficiales paraguayos en favor de nuestra causa». Pero ni los sentimientos de los oficiales ni los objetivos de Velasco podían justificar el optimismo de Belgrano:

Su ingenuidad que iba unida a su fanatismo, parecía incurable en lo que concernía al Paraguay [...] Cabañas y Yegros y demás, en sus contactos con Belgrano, ponían el acento solo en la paz y en la amistad entre «las dos provincias» pero en ningún momento [...] que los paraguayos aceptaban obedecer a la junta de Buenos Aires.
Vázquez (1998, p. 133 y 137)

Al respecto el historiador argentino Vicente Fidel López escribió:

Nosotros no podemos participar de la entusiasta leyenda con que se ha atribuido la revolución del Paraguay a las conferencias del general Belgrano con Cabañas y con los hermanos Yegros
López (1939, p. 188, Vol. 2)

Tras la derrota y retirada de Belgrano, Velasco nombró a Fulgencio Yegros como teniente gobernador de Misiones, quien quedó en Itapúa al frente de dos escuadrones de caballería.

## Ocupación preventiva de Corrientes
Para impedir un nuevo ataque al Paraguay, el 7 de abril de 1811, el comandante de Ñeembucú, Jaime Ferrer, avanzó con una flotilla y se apoderó de ocho barcos que se hallaban en el puerto de Corrientes. El 17 de abril llegaron naves de Montevideo enviadas por Francisco Javier de Elío con armas y oficiales. Ferrer envió un ultimátum al teniente gobernador Elías Galván, para que en el término de dos horas se declarase aliado del Paraguay y reconociese a Elío como virrey del Río de la Plata. Galván abandonó la ciudad refugiándose en las cercanías, mientras que el Cabildo de Corrientes entregó la ciudad a Ferrer. El 19 de abril este desembarcó y ocupó la ciudad, quedando como comandante provisorio hasta la llegada del comandante designado por Velasco, Blas José de Rojas (Roxas) Aranda. Al hacerse cargo del gobierno el 28 de abril, Rojas lanzó un proclama contra la «turbulenta y facinerosa Junta de Buenos Aires»:

Paraguayos somos; no esperemos que unos salteadores enemigos de nuestro idolatrado Fernando nos imponga con ardides un yugo vergonzoso, para ir después a costa de nuestra sangre a aumentar su ambición y sus conquistas en Montevideo y Provincias del Perú.
Cardozo (1963, p. 19/20)

Diversos historiadores (Blas Garay, Justo Prieto, Mariano Antonio Molas, John Hoyt Williams) han considerado que otro de los objetivos de la invasión de Belgrano era el reclutamiento forzoso de pobladores de la provincia del Paraguay para desarmarla y por otro lado reforzar el poder militar de la Junta de Buenos Aires.
El comandante Rojas Aranda de Corrientes adhirió al movimiento que estalló en Asunción el 14 y 15 de mayo y apresó a unos 100 españoles de la ciudad y se apoderó de 13 barcos. El 30 de mayo el gobierno de Asunción ordenó que se desocupara Corrientes:

La ocupación de la ciudad de Corrientes por las fuerzas de esta provincia fué solamente consultando la seguridad necesaria en mención a la falta de expresión suficiente en la capitulación hecha después del último combate en Tacuarí entre el General de las tropas de esta ciudad, y el de las de Buenos Aires, pero el presente Gobierno, de acuerdo con el Comandante y Oficiales del cuartel general de esta plaza, ha resuelto el procurar terminar por medios pacíficos las diferencias ocurridas con la citada ciudad de Buenos Aires,[...] se ha acordado igualmente prevenir a Usted que luego al recibo de esta orden evacúe y deje enteramente libre esa ciudad, dando a saber á su Ilustre Ayuntamiento y Comandante, si este se hallase en oportunidad, que en lo sucesivo deben observar el mismo régimen y gobierno que tenían anteriormente subordinado a la propia [...] Junta de Buenos Aires como dependiente de aquella capital.

## Relaciones de Velasco con los portugueses
Luego de que la asamblea del 24 de julio le recomendara tomar medidas ante una posible invasión portuguesa, el 31 de agosto de 1810, Velasco dirigió una comunicación en términos amistosos al comandante portugués de las Misiones Orientales, coronel Francisco das Chagas Santos. Pero el capitán general de Río Grande de San Pedro, Diego de Souza, desconfió de los preparativos bélicos que Velasco estaba realizando y el 3 de octubre de 1810 le solicitó explicaciones por los movimientos de tropas en áreas cercanas a las fronteras portuguesas.
Luego de la batalla de Paraguarí, el 29 de enero de 1811, Velasco ordenó desde Yaguarón a Cabañas la rápida persecución de las fuerzas de Belgrano:

(...) ella debe alejarlos mucho de nosotros sino porque debe proporcionarnos la vía de la comunicación con Montevideo y Portugal, en cuyos principios devemos de cimentar una parte principal, talves, la mayor de ntra. seguridad y defensa.
Ramos (1976, p. 39)

El Cabildo de Asunción compartió la opinión de Velasco, manifestándole que debía requerir el auxilio de las tropas de Vigodet «solas o auxiliadas de los portugueses».
El 3 de febrero de 1811 Diego de Souza envió una nota al ministro portugués, conde de Linhares, comunicándole que el Paraguay se hallaba completamente cerrado, y que no podía conocer con certeza la suerte de las tropas enviadas por Buenos Aires, teniendo noticias de que habían sido batidas. Ese mismo día se dirigió también a Elío, congratulándolo por su elección como virrey y proponiéndole acciones conjuntas contra la Junta de Buenos Aires:

(...) convendría que V.E., de acuerdo con el gobierno del Paraguay, y protegido de las tropas de mi mando, entrase sin demora en el proyecto de libertar de la jurisdicción de aquella Junta el territorio del Uruguay y Paraná, como supongo interesa a su posición y a la mía.

Simultáneamente, en los primeros días de febrero Velasco y Cabañas pidieron ayuda militar a Diego de Souza, quien ya conociendo la derrota de Belgrano en Paraguarí, y antes de recibir respuesta de Elío, el 23 de febrero escribió a Velasco expresándole que podía contar con sus tropas que quedaban «prontas a obrar». Dos días después Souza se dirigió a Elío expresándole que había recibido tres chasques de Velasco y de Cabañas con una carta para Vigodet y otras 3 dirigidas a Chagas Santos:

(...) en los cuales se solicitan tropas de línea de mi gobierno con el fin no sólo de perseguir los restos del ejército destrozado de Belgrano sino de resistir a los nuevos socorros que él pidió de Corrientes y Santa Fe, y principalmente a la división de don Tomas Rocamora, que se conserva en Santa Rosa, sin sufrir pérdida alguna.

Souza comunicó el 25 de febrero a Velasco que en vez de los 200 hombres que le pedía, alistaría entre 800 y 1000 para enviarlos a un punto de la costa del río Uruguay en espera de órdenes. También desaconsejaba la idea de Cabañas de invadir Corrientes cruzando el Paraná por el paso de Itá Ibaté, señalándole que era más prudente que lo hiciera por los distritos de Paraná y Uruguay en donde él podía desplegar una segunda columna de tropas portuguesas. Finalmente Souza envió 1500 soldados a San Borja, mientras que en el campamento de San Diego y en los Cerros de Bagé se situaba a una fuerza similar.
El 22 de marzo de 1811 Souza recibió la noticia de la capitulación de Belgrano en Tacuarí, felicitando ese día a Velasco y enviándole de nuevo copias de sus dos cartas anteriores:

Cuente pues V.S. con los auxilios en ellos prometidos y queriendo que nos entrevistemos para coordinar el plan de las operaciones sucesivas, como juzgo preciso, avíseme en que día y lugar nos podamos encontrar para estar allí sin tardanza. El capitán de Dragones Sebastián Barreto, portador del presente oficio, dirá a V.S. más cosas interesantes y le certificará la mucha estima que tengo a las virtudes de V.S.
Ramos (1976, p. 40)

El capitán Barreto no pudo entregar el oficio a Velasco, por lo que el 10 de abril Souza envió con la misma comisión al capitán José de Abreu, y una segunda nota:

Pero en las actuales circunstancias en que considero la debilidad de los recursos de Montevideo, creo que es de la mayor importancia que las fuerzas de V.S., auxiliadas por las mias, y conjuntamente con las de Montevideo, sean empleadas a liberar el país del Uruguay de la dominación de Buenos Aires sin lo cual ni su gobierno, ni aquel desejarán de estar siempre amenazados o inquietos.

Velasco le respondió el 29 de marzo:

Me lisongeo que unidas las tropas del Paraguay con las Lusitanas, toda la América del Sud no es capaz de sustraer los territorios de mi mando de la dominación del Sr. Don Fernando Séptimo y unión a la Metrópoli.
Ramos (1976, p. 41 y nota 10)

Ya sin necesidad de intervenir en el Paraguay, el 27 de abril Souza comunicó a Velasco que iniciaba con sus tropas «la campaña de Montevideo, actualmente en insurrección e invadida por Manuel Belgrano», dejando en Río Grande escasas fuerzas. Abreu fue retenido en Itapúa por 15 días, hasta que el 29 de abril Yegros lo autorizó a continuar hacia Asunción al día siguiente. El 9 de mayo llegó a Asunción, en donde unas 3000 personas lo escoltaron a la casa del gobernador. Velasco le manifestó «que todo su empeño era ponerse a los pies de la Serenísima Señora Doña Carlota, pues que no reconocía otro sucesor a la Corona y Dominios de España», reconocimiento sin el cual las tropas portuguesas no lo auxiliarían, por orden del conde de Linhares a Souza. El 13 de mayo Velasco convocó al Cabildo y al obispo para considerar el ofrecimiento de Abreu, siendo aceptada unánimemente la proposición. El cabildo entregó una carta a Abreu aceptando la ayuda portuguesa, sin embargo, Velasco se opuso terminantemente al ingreso de tropas portuguesas «q.e por ahora no necesita esta Provª», pero escribió a Souza el 13 de mayo solicitándole una ayuda de 25 000 pesos.

## Derrocamiento de Velasco

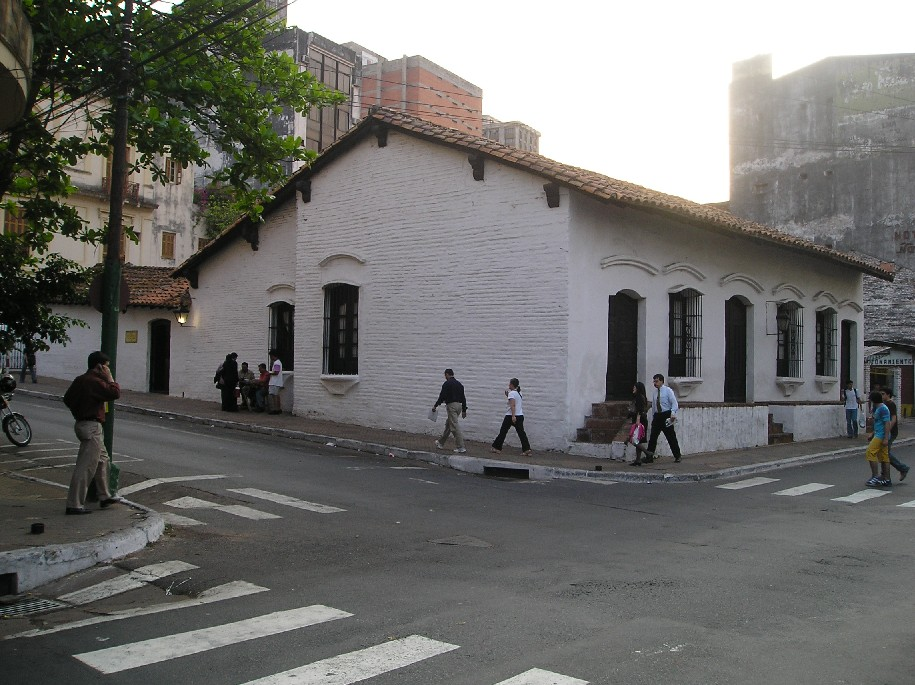
Casa de la Independencia (1811).

Asumiendo la inminente invasión portuguesa y el rumor de que Velasco estaba al tanto de lo que tramaban los conspiradores, los oficiales Pedro Juan Caballero e Ignacio Iturbe tomaron el cuartel en la noche del 14 de mayo. La conducción del golpe, dada la ausencia de Cabañas y Yegros, recayó en el doctor Francia. El gobernador Velasco tuvo que aceptar compartir el gobierno con dos consocios, el capitán Juan Valeriano Zeballos y el doctor José Gaspar Rodríguez de Francia.
El 1.º de junio se recibió en Asunción una nota reservada (fechada el 8 de abril de 1811) del embajador español en Río de Janeiro, marqués de Casa Irujo, en la que se le ordenaba que «por ningún motivo consintiese, que tropas portuguesas pisasen en la provincia, ni con pretexto de sujetar a los insurjentes». Velasco mantuvo sus comunicaciones con los portugueses, por lo que el 9 de junio de 1811 fue detenido preventivamente.
El 17 de junio de 1811 se reunió un Congreso que decidió «No reconocer otro soberano que Fernando VII y sostener los derechos, libertad, defensa e indemnidad de esta provincia». Velasco, que ya estaba preso, fue destituido acusado de entendimiento con Elío en Montevideo y de negociar con los portugueses para defender la monarquía aún al precio de depender del Imperio portugués. El Congreso nombró una junta gubernativa presidida por Fulgencio Yegros e integrada por Rodríguez de Francia, Pedro Juan Caballero, Francisco Javier Bogarin y Fernando de la Mora en su calidad de vocales.

## Tratado entre las juntas de Asunción y Buenos Aires

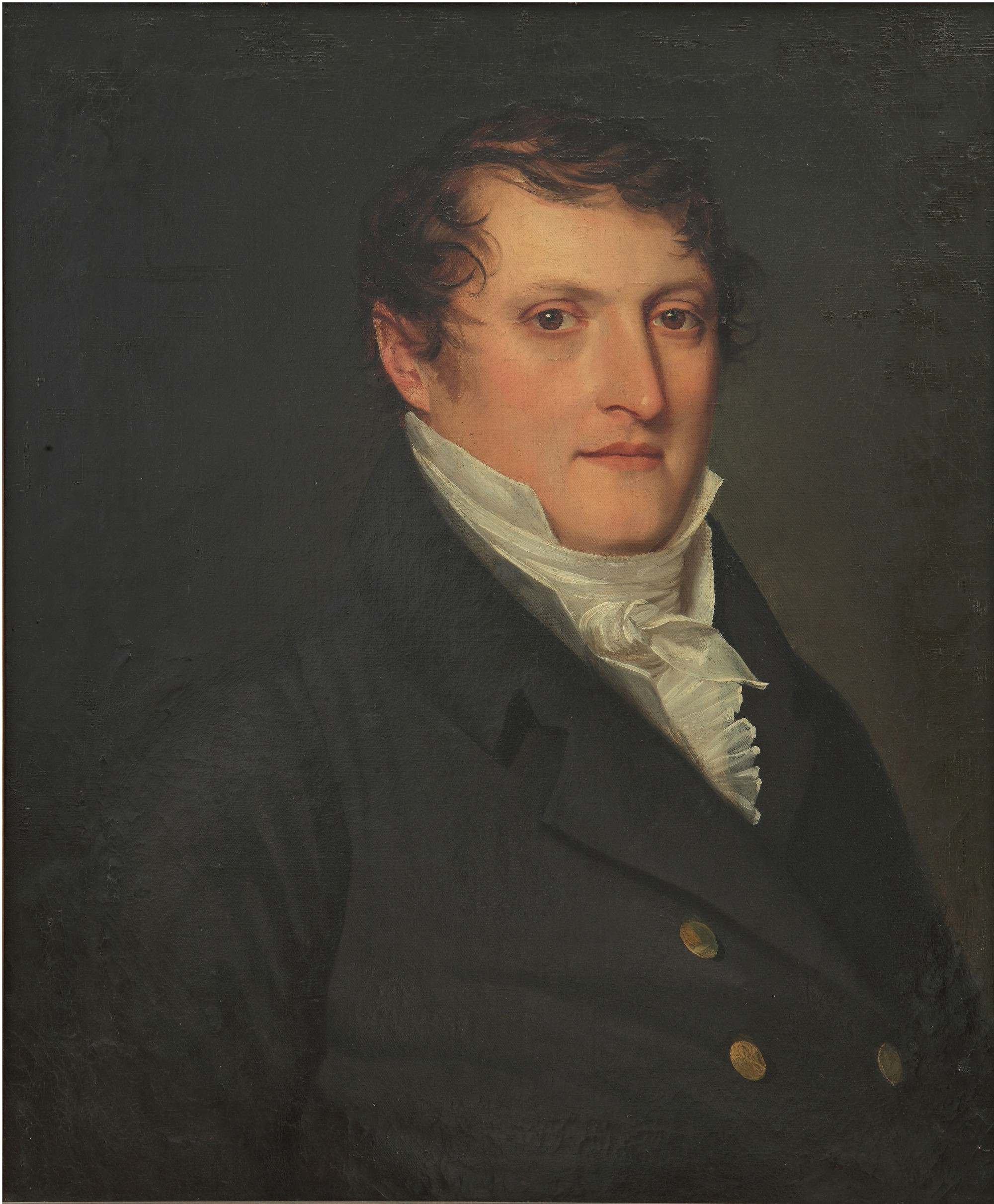
Manuel Belgrano, firmó el tratado confederal a nombre de la Junta de Buenos Aires.

El 20 de julio de 1811 el gobierno paraguayo envió una nota a la Junta de Buenos Aires comunicando las resoluciones adoptadas en el Congreso en el cual se había determinado que la Provincia del Paraguay se gobernaría por sí misma y defendería «la causa común del señor Don Fernando VII». La Junta Grande de Buenos Aires respondió el 28 de agosto de 1811 diciendo que aceptaba el autogobierno paraguayo: «Si es la voluntad decidida de esa provincia gobernarse por sí y con independencia del gobierno provisional, no nos opondremos a ello». Estas afirmaciones se contradecían con las instrucciones reservadas que llevaba el ahora negociador Manuel Belgrano, que según Mitre «por su doblez hacen poco honor al Gobierno ejecutivo».
El 12 de octubre de 1811 se firmó con los enviados de Buenos Aires, Manuel Belgrano y Vicente Anastasio de Echevarría, un Tratado de Amistad, Auxilio y Comercio, que reiteró el reconocimiento de la autonomía de la Provincia del Paraguay hasta la celebración de un congreso general que decidiera la forma de gobierno.  Rodríguez de Francia fue elegido como diputado al congreso general de las provincias del Río de la Plata, aunque no viajó. 
El río Paraná quedó como límite provisorio entre las juntas de Asunción y Buenos Aires, pero el departamento de Candelaria se dejó en custodia provisoria del gobierno de Asunción.